# IRST

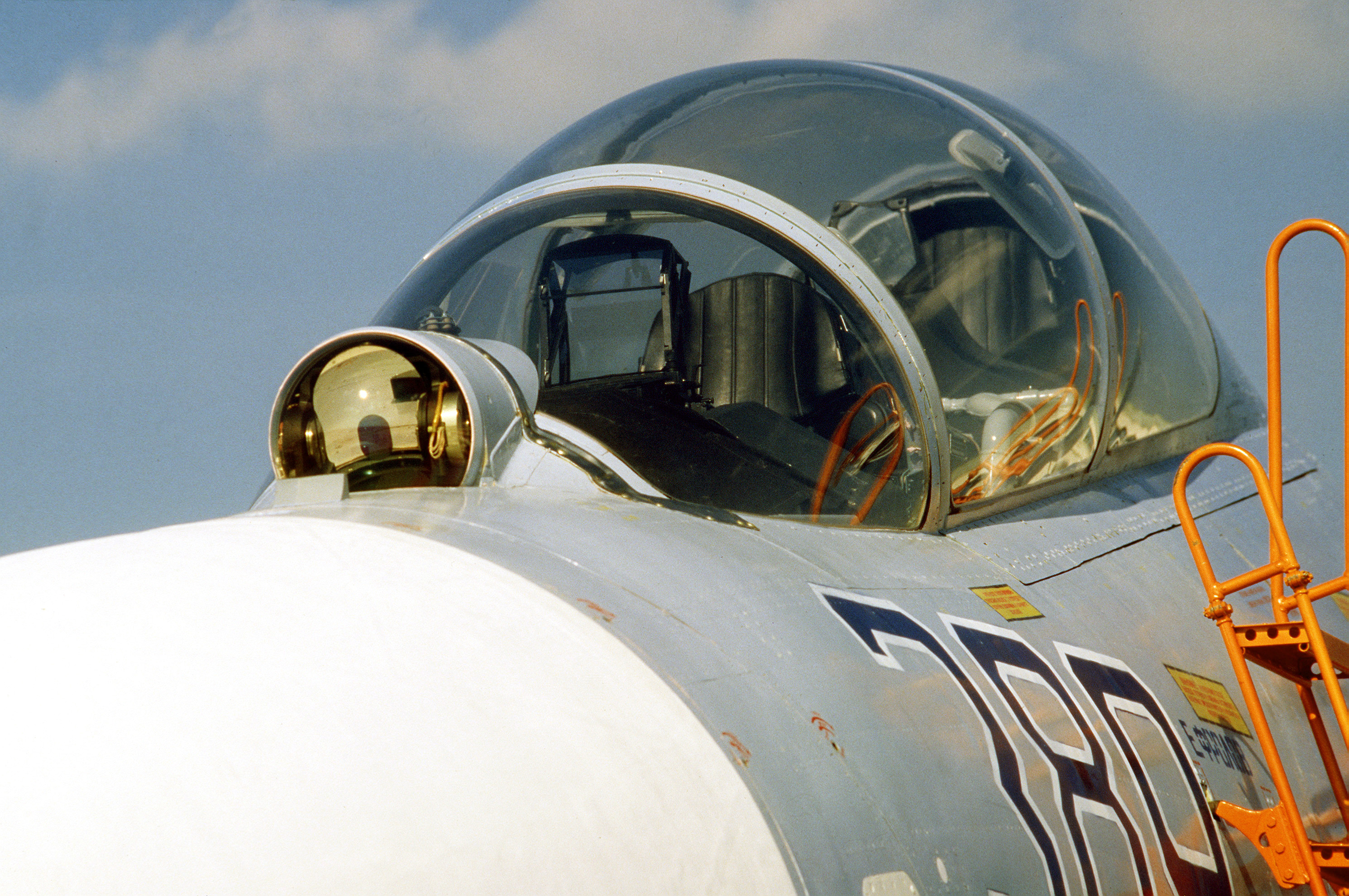
Sensor de IRST instalado à frente do cockpit de um Su-27 Flanker.

IRST ou Infra-Red Search and Track (infravermelho de busca e rastreamento) é um sistema de busca e rastreamento de alvos por meio da detecção de suas emissões de calor, que se manifestam sob a forma de radiação infravermelha. 
É um método para detectar e seguir objetos que emitem radiação infravermelha, como aviões, mísseis e helicópteros (pelo calor gerado por seus propulsores), veículos motorizados (calor do motor) e até mesmo pessoas (calor emitido pelo corpo), muito empregado em sistemas militares de observação e rastreio, tanto terrestres quanto navais ou aéreos. O termo IRST, no entanto, é aplicado geralmente aos sistemas dessa natureza que equipam vetores aéreos, como aviões e helicópteros.
Tais sistemas são passivos, significando que eles próprios não emitem radiação perceptível, ao contrário do radar. Isto lhes dá a vantagem serem muito difíceis de detectar pelo inimigo e também os torna praticamente imunes aos sistemas de contramedidas eletrônicas (ECM). Entretanto, a atenuação da luz infravermelha por parte da atmosfera limita a detecção das radiações infravermelhas a pequenas distâncias, com grandes variações em função das condições climáticas, o que limita seu alcance eficaz hoje a um raio de até 40 km em torno do seu vetor, bem inferior por exemplo ao alcance da detecção por ondas de radar. A curtas distâncias, porém, sua resolução angular é superior às ondas de radar em virtude do pequeno comprimento de onda da radiação infravermelha.

## Desenvolvimento
Os primeiros sensores de IRST surgiram na década de 1950, com aplicação prática bastante limitada, dada a incipiência dos sistemas eletrônicos necessários ao processamento dos sinais. As primeiras aplicações aeronáuticas do IRST se deram nos interceptadores F-101 Voodoo e F-102 Delta Dagger, ambos norte-americanos, sendo temporariamente preteridos nos projetos posteriores em função dos radares, de operação mais fácil e, na época, com melhores resultados práticos. Os sistemas de IRST reapareceriam com novo fôlego na década de 1980, com o desenvolvimento da eletrônica e a criação dos sensores 2D, capazes de realizar e processar varredura de sinais horizontais e verticais. A sensibilidade dos sensores foi também bastante aprimorada, melhorando a definição e o alcance dos sinais. 
Atualmente os modernos sistemas de IRST são utilizados em praticamente todas as aeronaves de combate modernas, como os russos Su-27 Flanker e Mig-29 Fulcrum e os americanos F-14 Tomcat, F-15 Eagle e F/A-18 Hornet, dentre muitos outros. Estes aviões, apesar de equipados com modernos sistemas de radar, utilizam normalmente seus sistemas de IRST em distâncias mais curtas para a aquisição e rastreamento de alvos com a finalidade de se manterem "invisíveis" ao inimigo, já que não denunciam a presença do avião que o está utilizando, ao contrário dos sinais de radar, capazes de serem detectados pelo alvo. 
Os atuais sistemas de IRST podem varrer praticamente todas as direções em torno do seu vetor, ao contrário das gerações anteriores destes equipamentos, que só forneciam cobertura de um determinado ângulo em frente à aeronave e são capazes de operar em integração com outros importantes sistemas de aviônicos e de armas, especialmente aqueles baseados em sistemas ópticos e laser, permitindo, por exemplo, detectar o lançamento de mísseis inimigos e fornecer sua posição e trajetória em relação a si, permitindo ao piloto executar tempestivamente manobras evasivas para escapar com segurança das ameaças por eles representadas.